# 御法川直三郎

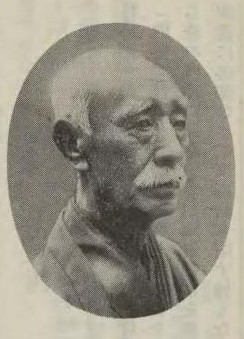
御法川直三郎

御法川 直三郎（みのりかわ なおさぶろう、安政3年7月13日（1856年8月13日） - 昭和5年（1930年）9月11日）は、日本の発明家。製糸業に関連する様々な発明を行い、生涯で150の特許を取得した。

## 経歴
出羽国秋田（現在の秋田県秋田市）で秋田藩士の次男として生まれた。明治8年（1875年）に川村永之助を頭取とする六徳組（のちの川尻組）に入り、蚕種の検査監督として顕微鏡検査に人に当たった。
明治20年（1887年）に上京して農商務省の蚕病試験場に入所した。その後、西ヶ原蚕業講習所に入り、蚕種検査法、蚕質試験を担当した。ここで一粒繰による研究に没頭し、研究を製糸業改良に移した。
明治22年（1889年）に東京の本郷に養蚕工舎を設立した。明治28年（1895年）に御法川工場を建設し、各種発明製造に従事した。明治33年（1900年）に日本初の蚕糸専修学校を創立し校長を務めた。
昭和3年（1928年）に功労により、藍綬褒章が授与され、帝国発明協会より特別功労賞を授与されている。

## 発明
明治21年（1888年）に熱菌殺機を発明した。1889年には座繰機を発明した。明治36年（1903年）に12条、明治37年（1904年）に20条の多条繰糸機を完成させた。明治41年（1908年）に御法川二九式燃焼機の特許を取得した。
多条繰糸機は長らく実用化されなかったが、大正11年（1922年）に平和記念東京博覧会に出品し、金牌が授与された。その後、片倉製糸紡績が20条の多条繰糸機を採用し、最高級生糸を生み出し、「ミノリカワ・ノーシルク」として高い評価を得た。

### 特許公報
- 特許第35087号 御法川式製糸用抱合接緒器
- 特許第41289号 直揚裁糸枠